# فرودگاه توشینو
فرودگاه توشینو (به روسی: Аэродром Тушино) فرودگاهی عمومی واقع در مسکو در کشور روسیه است.